# Villa Altieri
Villa Altieri è un'ex dimora nobiliare di Roma sita nel rione Esquilino e adibita a sede di un piccolo museo oltre che della biblioteca e dell'archivio storico della Città metropolitana di Roma Capitale.

## Storia

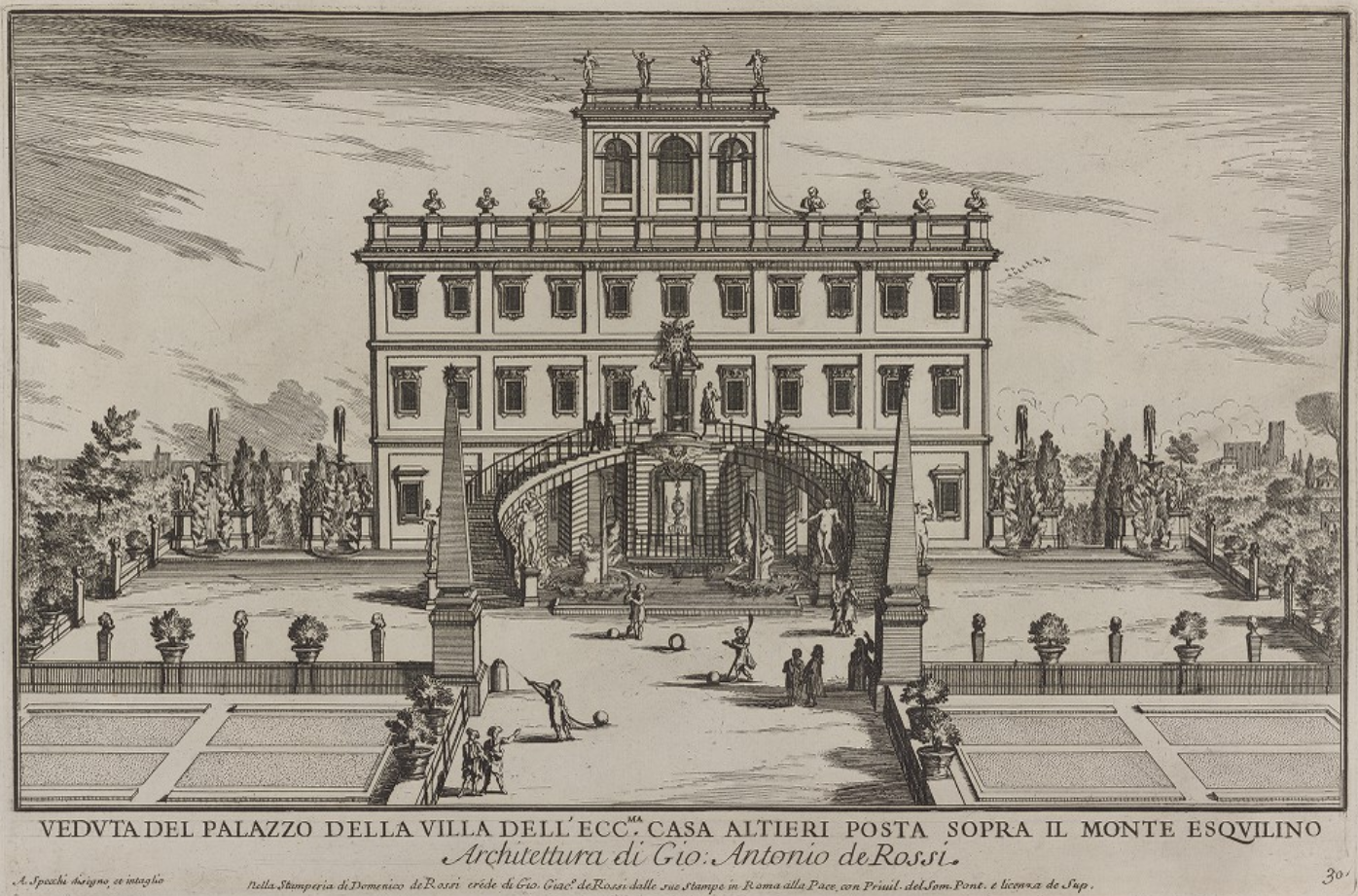
Villa Altieri in un'incisione del 1699 di Alessandro Specchi.

La villa fu commissionata da Paluzzo Paluzzi Altieri degli Albertoni, cardinal nipote di papa Clemente X, negli anni 1670 all'architetto di fiducia della famiglia Altieri Giovanni Antonio De Rossi con la riconversione in residenza suburbana di un vecchio casale rustico sul colle Esquilino.
La villa fu venduta nel 1857 e intorno al 1862 fu acquistata dal cardinale Francesco Saverio de Mérode; sotto i suoi eredi, dopo la breccia di Porta Pia, il complesso fu concesso in locazione allo Stato Italiano, che vi stabilì un istituto di pena femminile fino al 1897, e poi alle Suore Dorotee, che vi istituirono un collegio femminile attivo fino al 1933, e alle Figlie di Nostra Signora al Monte Calvario. Nel XX secolo la villa divenne quindi sede di alcuni istituti scolastici, attività che si è protratta anche dopo l'acquisto del bene da parte della Provincia di Roma nel 1975.
Tra il 2009 e il 2010 la provincia ha portato avanti un intervento di restauro per la realizzazione del Palazzo della cultura e memoria storica.